# Valentin Müller
Valentin Müller (Zeilitzheim, 15 agosto 1891 – Eichstätt, 31 luglio 1951) è stato un medico e colonnello della Wehrmacht tedesco.

## Biografia
Müller nacque nel 1891 a Zeilitzheim, nella Bassa Franconia e venne battezzato cattolico. A 13 anni frequentò il Kilianeum, un seminario vescovile a Würzburg. Nel 1911 prese la maturità e studiò medicina a Würzburg dove diventò membro attivo dell'associazione cattolica studentesca K.St.V. Normannia Würzburg. Durante gli anni di studio venne arruolato nella prima guerra mondiale e servì al fronte ricevendo la medaglia d'argento e venendo prigioniero dagli inglesi.
Più tardi aprì uno studio medico e, nonostante le leggi razziali naziste, fu l'unico medico che continuò a visitare i pazienti ebrei malati a casa.
All'inizio della seconda guerra mondiale Valentin Müller venne nominato colonnello e arruolato di nuovo. Prese parte alle campagne in Polonia, Francia e Russia. A causa delle sue convinzioni cristiane che non ammettevano compromessi, venne in conflitto ripetutamente con la Wehrmacht ed era per questo sotto osservazione. Sembra non tollerasse che in sua presenza un soldato imprecasse o bestemmiasse. "...ich lasse mir das, was mir heilig ist, nicht in den Kot ziehen"("…rispetto ciò che per me è sacro, non mi faccio tirare nel fango").
Nel 1942 gli venne assegnato di erigere il primo Feldlazarett (ospedale da campo) a Stalingrado. Solamente pochi giorni prima che l'Armata Rossa accerchiasse le truppe tedesche, gli venne ordinato di spostarsi a Lourdes ad allestire una divisione per il trasporto dei feriti. Come capo di questa divisione giunse nel 1943 in Italia. Nel settembre del 1943 Müller divenne governatore militare di Assisi. 
Fu grazie alla tolleranza del colonnello tedesco che ad Assisi don Aldo Brunacci  poté condurre una organizzazione clandestina per salvare alcuni ebrei. Questi perseguitati furono ospitati in città e anche nei conventi di clausura femminili, su dispensa del vescovo Placido Niccolini. Don Aldo Brunacci e i tipografi comunisti Luigi Brizi e suo figlio Trento, che si adoperarono per contraffare i documenti personali degli ebrei, vennero per questo riconosciuti come Giusti tra le nazioni a Yad Vashem. Anche Gino Bartali ebbe un posto tra i Giusti tra le nazioni per aver trasportato con la sua bici da Firenze ad Assisi i documenti per gli ebrei. Purtroppo un film del regista Ramati ha distorto gli avvenimenti  ponendo al centro della vicenda tale padre Rufino che in realtà nulla ebbe a che fare con i fatti. Ad Assisi esiste un Museo della Memoria presso il Vescovado dove possono essere ampliate le informazioni storiche su questi eventi. Per Müller, convinto cattolico, era inaccettabile la distruzione di chiese, monasteri e delle opere d'arte in essi racchiuse. Dato che sempre più feriti arrivavano dal fronte che si stava avvicinando, anche il Seminario Regionale di Assisi venne trasformato in un ospedale militare. Il colonnello Müller e il vescovo Giuseppe Placido Nicolini, vista la situazione militare, arrivarono alla conclusione che solo l'allargamento del lazzaretto e la conseguente dichiarazione ufficiale di Assisi come “città ospedale” potesse permettere di salvare la città e i rifugiati. Müller convinse il Feldmaresciallo Albert Kesselring a far dichiarare Assisi zona franca ospedaliera, ovvero divenne proibito attaccare la città da parte di tutti gli eserciti, come stabilito dalla Convenzione dell'Aia (1907). Tutte le parti in guerra riconobbero Assisi come zona franca. 
Per il suo operato Müller godette di molta stima sia da parte dei tedeschi che degli italiani. Un modo di dire degli abitanti era: "Abbiamo tre protettori: Dio, San Francesco e il colonnello Müller". Persino i partigiani dettero l'ordine che "nessuno doveva torcere un capello" al colonnello.
Al momento della ritirata delle truppe tedesche, Müller lasciò grandi quantità di preziose medicine e attrezzature mediche. Solamente alcune settimane dopo egli venne preso prigioniero di guerra dall'esercito americano.
Nel 1950, quando venne invitato ad Assisi insieme alla sua famiglia, tutta la città lo accolse come un eroe.
Valentin Müller è stato sepolto ad Eichstätt. Sulla sua lapide sono scolpite riproduzioni della Basilica di San Francesco e del Sacro Convento di Assisi.
Una targa in viale Vittorio Emanuele II ad Assisi ricorda ancora oggi il benefattore della città.

## Film
Gli eventi di Assisi verso la fine della seconda guerra mondiale vennero ridotti per il grande schermo del 1985 da Alexander Ramati, nel film Assisi Underground.